# 우에다촌 (오카야마현 마니와군)
우에다촌(上田村)은 오카야마현 마니와군에 있던 촌이다. 현재 마니와시 가미야마, 다와라산 정상에 해당한다.

## 역사
- 1889년 6월 1일 - 정촌제 시행에 의해 단도촌, 노하라촌, 마이타카촌, 요시촌이 합병해 마시마군 후나쓰촌이 성립하였다.
- 1900년 4월 1일 - 오바군과 합병해 마니와군이 성립하여 후나쓰촌은 마니와군에 소속되었다.
- 1904년 6월 1일 - 후나쓰촌과 합병해 쓰다촌이 성립하여 동일 우에다촌은 폐지되었다.

## 교통

### 철도
- 구촌 내를 달리는 철도 및 그 역은 없음

### 도로
- 오카야마 현도 66호 오치아이카모가와선(주요 지방도)
- 오카야마현도 333호 가미야마단도선(일반도로)

## 참고문헌
- 和泉橋警察署 『新旧対照市町村一覧』第2冊（東京：加藤孫次郎、1889（明22））
- 地名編纂委員会 『角川日本地名大辞典33 岡山』（角川学芸出版、1989、ISBN 4040013301）